# 니와 유야

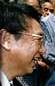

니와 유야(丹羽 雄哉, にわ ゆうや, 1944년 4월 20일 ~)는 일본의 정치인으로, 자민당 소속 중의원 의원, 미야자와 개조내각, 오부치 내각 제2차 개조내각, 제1차 모리 내각의 후생대신을 지냈다. 아버지는 자민당 소속 중의원 의원을 지낸 니와 교시로 (丹羽喬四郎, 1904년~1978년)이다.

## 약력
이바라키현 출신으로, 게이오기주쿠 대학 법학부를 졸업하였다. 요미우리 신문 정치부 기자를 거쳐, 내각총리대신 오히라 마사요시의 비서가 되었다. 1979년 이바라키 현에서 중의원 선거에 출마해 첫 당선되었고, 이후 10번 연속 당선되었다.
1985년 제2차 나카소네 내각의 후생정무차관을 거쳐, 1992년 미야자와 개조내각에서 후생대신으로 첫 입각하였다. 1999년 오부치 내각 제2차 개조내각에서 후생대신으로 재입각하였고, 모리 내각에서도 유임하였다.
2004년부터 2006년까지 국가기본정책위원장으로 있었으며, 2006년 자민당 총재 선거에서 아베 신조를 지지하고, 2006년부터 2007년까지 총재 아베 신조 밑에서 자민당 총무회장을 맡았다. 2009년 8월 행해진 제45회 중의원 의원 총선거에는 공명당의 추천을 받아 출마했으나, 민주당 후보에게 패하였다.